# 양현석
양현석(梁玄錫, 1970년 1월 9일 (1969년 음력 12월 2일) ~ )은 대한민국의 음악인 출신 기업인이다. YG 엔터테인먼트의 대주주였다. 연예기획자가 되기 전에는 그룹 서태지와 아이들의 멤버로 활동했고 YG 엔터테인먼트를 창업했다.

## 학력
- 서울교동초등학교 (졸업)
- 중동중학교 (졸업)
- 광명공업고등학교 (졸업)

## 생애

### 어린 시절
종로구 창신동에서 전파사를 운영하는 아버지 양재훈과 어머니 한춘자의 3남 중 차남으로 태어났다. 중동중학교(당시 종로구청 부근에 위치) 시절부터 허비 행콕의 대표곡 〈Rock It〉과 팝의 황제 마이클 잭슨의 앨범이자 타이틀곡인 《Thriller》의 영향을 받아 춤에 심취하여 댄서로 성공하는 것을 꿈꾸던 양현석은 광명공고 재학중 건축 관련 기능사 자격증을 취득한 터라 졸업 후 종로의 한 지도제작회사에서 잠시 직장인 생활을 하게 되지만, 고등학교 시절 자신과 함께 춤을 추었던 동료들이 TV에 속속 출연하는 것을 보고 자극을 받아 곧바로 직장을 그만두고 이태원에 있는 유명 브레이크 댄스팀 ‘스파크’에 합류하면서 본격적인 프로 댄서의 길에 들어섰다.
스파크의 연습실에서 연습하던 도중 가수 박남정을 만나 1989년 박남정과 친구들을 결성하여 댄서 겸 안무가로 활동을 시작하면서(1992년까지 활동) 자신의 존재를 알리기 시작했다.

### 서태지와 아이들 결성과 활동
서태지는 당시 국내 음악시장에서는 여전히 생소했던 랩을 접목시킨 댄스 음악을 이미 만들었지만 이와 어울리는 안무와 백댄서가 필요했다. 서태지는 국내 최고의 춤꾼으로부터 춤을 배우려는 계획을 세우고 수소문 끝에 박남정의 댄서로 활약하던 양현석을 찾아가게 되었다.
서태지의 요청으로 양현석은 춤을 가르치다 서태지가 만든 난 알아요를 듣게 된다. 양현석은 서태지에게 "노래가 좋다. 혹시 백댄서도 필요 하느냐? 라고 묻자 이에 서태지는 "나도 때마침 댄서가 필요했다. 같이 할까요? 라고 되물고 음악적 교감이 맞은 양현석과 호흡이 맞아 팀을 결성하기로 결정, 양현석에 팀 합류를 요청했다. 이어 이주노까지 영입하면서 국내가요계 이단아이자 한 시대를 풍미했던 서태지와 아이들이 탄생하게 됐다.
1992년 한국 대중 음악사에 큰 획을 그은 ‘서태지와 아이들’의 멤버로 활동하면서 양현석은 팀 리더 서태지 못지않은 큰 인기를 얻었다. 멤버로 활동하면서 약간의 작사(1집 앨범 수록곡 '이 밤이 깊어가지만', 3집 앨범 수록곡 '널 지우려 해')와 보컬, 춤, 드럼(4집 앨범 활동 당시) 등을 담당했던 양현석은 보컬에서는 서태지에게 밀렸지만 웬만한 노래와 랩은 충분히 혼자 소화할 수 있는 가창력을 갖추게 되었고, 춤에서는 이주노의 카리스마에 눌려 2인자의 위치에 있었지만 소울 댄스 만큼은 선구자적 역량을 보여주었다는 평가를 받고 있다.

### 제작자로 변신
양현석은 서태지와 아이들의 멤버로 활동 중에 가수 박선주 등으로부터 화성학을 2년동안 배우고 컴퓨터 미디 작곡도 시작하는 등 춤 이외에 음악에 대해서도 나름대로 적극적으로 학습해갔다. 서태지와 아이들 해체 후, 양현석은 양군기획을 설립하고 자신이 기획한 첫 번째 작품인 정통 힙합 그룹 킵식스를 선보이지만 뚜렷한 성과를 남기지 못했으며 이 같은 자금난을 극복하기 위해  양현석은 솔로 1집을 내고 활동하기도 했다. 이후 양현석은 이름을 "양군"으로 바꾸고 회사를 YG 엔터테인먼트로 개명하였으며, 흑인 음악 전문 레이블로 탈바꿈한다. 그리고 1997년 양현석 자신의 두 번째이자 YG 엔터테인먼트의 첫 결과물로 지누션을 데뷔시켰다. 양현석이 직접 작곡한 《가솔린》이 각종 가요 차트에 상위권에 올리며 이름을 알렸지만, 실질적으로 히트를 친 것은 듀스 출신의 이현도가 작사/작곡하고 엄정화가 피쳐링한 《말해줘》가 공전의 대히트를 기록하면서 부터였다. 지누션을 시작으로 원타임 등 오버그라운드 랩퍼들을 데뷔시키고, 세븐, 렉시, 빅뱅, 2NE1을 데뷔시켰다. 양현석은 2000년 서태지가 미국에서의 긴 생활을 접고 한국으로 컴백한 때부터 서태지의 6집 앨범 프로모션과 매니지먼트까지 직접 돕기도 했다. 2002년에는 R&B 전문 레이블 엠보트(M.Boat) 엔터테인먼트와 손을 잡고 휘성, 거미, 원티드, 빅마마와 같은 가수들을 데뷔시켰다.
또한 매니아적인 힙합을 추구하기 위한 목적으로 세운 YG 언더그라운드에는 Masta Wu, 스토니 스컹크, 45RPM 등이 소속되어 있다. 양현석은 2007년 스토니스컹크의 멤버인 스컬을 미국으로 진출시켜 한국 최초로 미국 빌보드 'Hot R&B/Hip-Hop Singles Sales'차트에 진입시키는 쾌거를 이룩했다.
양현석은 2003년 12월 SBS가요대전 올해의 음반 프로듀서상을 수상하였으며, YG 패밀리 외부 음반으로는 최초로 2008년 7월 7일 발매된 엄정화의 10집 앨범 'D.I.S.C.O.'를 직접 프로듀싱하고 수록곡 '흔들어'와 'Celebration'에 작사가로 참여해 화제가 되기도 했다.
2009년 상반기에는 빅뱅의 일본 진출을 성공적으로 추진하였으며, 하반기에는 YG 엔터테인먼트 두 번째 여성 힙합 그룹인 2NE1의 첫 번째 앨범 "1st Mini Album" 을 프로듀싱하여 앨범 수록곡 중 첫 번째 싱글 'I don't Care'의 국내 가요 차트 석권을 주도하였다.
양현석은 국내에서는 거의 드물게 자신이 소속사 가수들의 앨범을 직접 믹싱하는 엔지니어이며, 또한 거대 기획사를 이끌고 있음에도 불구하고 별다른 보도자료와 홍보자료를 언론사에 배포하지 않는 걸로 유명한데, 그가 YG공식 블로그의 ‘Message from YG’란 제목으로 일종의 공지사항을 팬들에게 올리는 것이 공식적인 발표의 전부다. YG엔터테인먼트의 이 같은 경향에 대해선 다양한 의견이 있는데, 서태지와 아이들 출신들이 공통적으로 그다지 언론을 신뢰하지 않는다는 점에서 기인한다고 보기도 한다.

### YG엔터테인먼트 소속 가수 이은주와 결혼
2010년 3월 9일 오후 YG 엔터테인먼트 홈페이지에 올린 글을 통해 9년간의 열애와 결혼계획을 발표했다. 이은주는 2002년 데뷔한 여성그룹 스위티 출신으로, 2006년에는 원타임 출신의 송백경과 함께 무가당 멤버로 활동한 바 있다. 젝스키스 출신인 이재진의 동생이기도 하다. 양현석은 예비신부 이은주의 생일인 3월 9일에 맞춰 생일선물로 열애사실을 발표한 것으로 알려졌다. 또 5월 15일에는 연인 이은주가 임신 4개월 째이며 동시에 올해 안에 혼인신고를 한다고 밝혔다. 그리고 2010년 8월 이은주 사이에서 딸 양유진을 득녀하였다.

### 작업 방식
양현석은 넵튠스 (The Neptunes), Jermaine Dupri, 팀버랜드 (Timbaland), 테디 라일리 (Teddy Riley), 퍼프 대디 (Puff Daddy) 등과 같은 힙합 / 알앤비 프로듀서들의 영향을 많이 받았다. 그는 YG 엔터테인먼트 설립 이후부터 미국 유명 프로듀서들의 스타일을 YG 엔터테인먼트의 작업 방식이나 기획사 운영 시스템에 지속적으로 적용하고 있는데, YG 패밀리라는 이름 하에 소속사 내 뮤지션/프로듀서들과 끈끈한 유대 관계를 형성하여 크루(Crew)의 개념을 오버그라운드 음악계에 끌어들인 점, 또한 YG 내 음반 작업시 반주(악기 연주 + 비트)를 만드는 작업과 랩/보컬 멜로디를 만드는 작업을 구분해서 공동작업한다는 점 등이 이에 기인한다. 또한 미국 음악 산업의 중심에 있는 프로듀서들과 직접적인 교류를 통해 다양한 정보는 물론 인맥을 쌓는 데에 있어서 국내 제작자들 중 가장 적극적이다. 2008년 하반기 세븐의 미국 데뷔앨범 제작에 Usher, TLC 등과의 작업으로 잔뼈가 굵은 베테랑 제작자 마크 시멜 (Mark Shimmel)을 비롯, 리치 해리슨 (Rich Harrison), 닥차일드 (Darkchild) 등 그래미상 수상경력의 대형 힙합 프로듀서들을 대거 끌어들이는 데 성공한 것도 바로 이러한 미국 '본토' 프로듀서들에 대한 공격적 인맥전략에서 얻어진 성과로 보곤 한다.
그는 대한민국 음악계도 미국처럼 넵튠스같은 유명 프로듀서가 음반의 성패를 좌우하는, 가수보다 프로듀서 중심 체계로 재편될 것이라는 신념 아래 가수 이외에 프로듀서들의 발굴, 양성에도 계속 힘써 현재 YG 엔터테인먼트는 최신 트렌드를 만드는 데 능한 젊은 프로듀서들을 상당수 갖추고 있다. YG의 초창기부터 함께 한 페리를 비롯해 1TYM의 테디와 스토니스컹크의 쿠시 그리고 빅뱅의 지드래곤 등이 양현석의 프로듀서 조련 시스템에서 탄생한 대표적인 인물들이다.

### 사업
서태지와 아이들 시절 이미 수십억의 수익을 달성했던 양현석은 동생 양민석과 YG엔터테인먼트를 설립한 후 음반기획과 동시에 주식과 부동산 등에 꾸준히 투자를 하여 이미 연예계에서 손꼽히는 재력가로 알려져 있다. 양현석은 PD 기획 등을 맡고 있고 양민석은 경영 전반을 전담하고 있다.
YG엔터테인먼트의 수장으로서(그의 동생 양민석과 함께 법인 공동 대표이사) 연 100억대의 매출 규모의 음반 제작 이외에, 방송영상물, 음반제작사인 팬엔터테인먼트의 신규상장으로 26억원에 달하는 수익을 남겼으며, 자회사인 YG엔터테인먼트 역시 2011년 말 우회상장이 아닌 직상장에 성공함으로써 막대한 수익을 올렸다.
게다가 상장시 약점으로 지적되었던 빅뱅과 2NE1에 치중된 매출비율을 싸이와 에픽하이 영입으로 해소하려 했는데, 싸이가 발표했던 6집 앨범에 수록된
《'강남스타일'》이 전 세계적 신드롬을 일으키면서 연예계 최고 주식부호가 되었다.
증권가에서는 신인 이하이의 훌륭한 성적, 내년 초 데뷔 예정인 신인 걸그룹 등의 소재 등을 이유로 YG의 주가 전망을 밝게 보고 있다. 또한 1999년 홍익대 부근에 힙합 클럽 NB1, NB2 등을 차례 차례 인수, 운영하면서 시작한 '클럽사업' 역시 젊은 세대의 발길이 잦은 강남과 압구정, 홍대 일대의 문화를 바꿔 놓고 상당한 수익을 올리고 있으며, 제일모직과 YG가 합작하면서 한류를 기반으로 한 패션사업도 돛을 올린 상태이다.
그는 2019년 6월 14일부로 마약관련 및 버닝썬 사건으로 인하여 YG엔터테인먼트의 대표자 자리에서 내려왔다.

## 솔로 앨범
- 1998년 《1집》: 악마의 연기[주 3]

서태지와 아이들 시절부터 프로듀서로 변신하기까지 줄곧 힙합 뮤직에 대한 애착을 보여왔던 양현석은 서태지와 아이들 은퇴 이후 약 3년 만에 자신의 첫 번째 솔로앨범을 발표했다. 사회를 비판하는 양현석의 관점이 두드러지는 의미심장한 메시지가 앨범에 수록된 전곡 면면에 드러나며, 상업적 목표가 아닌 순수한 힙합지향적 목표로 완전한 힙합 앨범의 정형을 보여준 90년대 한국 힙합 수작들 중 하나로 평가되고 있다.
전형적인 R&B '악마의 연기(양현석 작사, 페리 작곡)'가 타이틀곡으로서 인기를 얻었으며, 앨범에 수록된 8곡 전곡의 작사를 양현석 자신이 직접 담당하였다. 특히 3번째 수록곡 '아무도 안 믿어(양현석 작사, 서태지 작곡)'는 서태지가 참여한 곡으로, 힙합 특유의 리듬에 모던록적인 멜로디를 가미한 크로스오버 음악으로 '악마의 연기' 못지않은 주목을 받기도 했다.
하지만 양현석 본인은 이후 한 예능 프로에 출연하여 "나의 솔로 1집은 회사의 사정이 어려워, 자금난을 해결하기 위해 급하게 만든 앨범이었다"라고 밝힌 바 있다. 개인적으로는 가수로서 활동하는 것은 그리 좋아하지 않는 듯 YG엔터테인먼트 멤버들이 참가하는 프로젝트 앨범에 래퍼로 피처링하는 것 이외에는 현재까지 특별한 활동을 하지 않고 있다. 양현석이 마지막으로 참여한 앨범은 2002년 발매된 YG Family 2집에 수록된 솔로곡 <Show me love>이다.

## 사건

### 성접대 및 원정도박 혐의 YG엔터테인먼트 대표 사퇴
2019년 6월 14일 양현석은 투자자 성접대 의혹으로 인하여 자신의 연예기획사인 YG 엔터테인먼트 대표에서 사퇴하였다. 2019년 6월 26일 경찰은 양현석을 참고인으로 9시간 동안 조사하였다. 2019년 9월 20일 언론은 양현석의 투자자 성접대 의혹에 대해 경찰이 뚜렷한 혐의점을 찾지 못하여 '혐의없음'으로 검찰로 송치하였고, 양현석은 승리와 함께 '상습도박·외국환거래법 위반 혐의'로 계속 경찰 조사를 받는다고 보도하였다. 이즈음 양현석의 YG 엔터테인먼트의 음악그룹 아이콘의 전 멤버 비아이가 마약 밀반입 및 투약 혐의로 경찰의 조사를 받았는데, 2010년대 초반 YG 엔터테인먼트의 소속 그룹 2NE1의 박봄도 마약의 한 종류인 암페타민 밀반입 혐의로 입건되었었다. 11월 8일 경찰이 양현석에 대한 구속영장 청구를 검토하고 있다고 보도되었고, YG 엔터테인먼드는 소속 여가수인 CL과의 재계약이 불발되었다고 보도되었다.

### 건물 무단 증축 및 불법 구조 변경
2015년 8월 서울특별시 마포구청은 양현석을 건축법 위반 혐의로 서울마포경찰서에 고발했고, 2015년 10월 8일 서울마포경찰서는 양현석을 건축법 위반으로 검찰에 송치하였다. 양현석은 2013년 7월 서울특별시 마포구 합정동에 있는 YG엔터테인먼트 사옥 2개 동간 연결 통로를 만들고 건물 옥상(8층)에는 건축허가 신청 당시 신고 된 설계도면에는 표시되어 있지 않던 불법 건축물을 무단 증축하였다. 마포구 서교동에 있는 자신 소유의 건물 안에 있는 주점도 일부 불법 구조변경을 하였다.
양현석은 서울특별시 마포구 합정동 397-5에 있는 자신 소유 건물인 YG엔터테인먼트 사옥에 대해 마포구청으로부터 2010년 2월 25일 ‘1층 지하 계단가림막 무단증축’, 2012년 1월 3일에도 ‘6층 사무실 무단증축’ 등 총 2건을 시정 조치하라고 지적받았지만 시정조치를 따르지 않았다. 2013년 11월 6일 ‘옥외 1면 기능미유지(가건물)’ 문제로 지적받은 부분에 대해서는 2014년 4월 30일 가건물을 철거하고 원상 복구했다.
2015년 12월 18일 서울서부지방검찰청은 건축법 위반으로 고발된 양현석을 벌금 300만원에 약식 기소하였다.

### 건물 용도 무단 변경
2016년 9월 서울특별시 마포구청은 서울특별시 마포구 합정동 YG엔터테인먼트 사옥 근처에 있는 6층 건물의 단속에서 싱크대와 침대 등 주거용 시설이 사용 중인 정황을 포착했다. 이에 마포구청은 양현석에게 2016년 9월과 11월 두차례에 걸쳐 시정명령을 내렸으나 양현석은 이를 이행하지 않았고, 마포구청은 2016년 12월 양현석을 경찰에 고발했다. 2017년 4월 28일 서울마포경찰서는 건축법 위반으로 입건한 양현석을 기소 의견으로 검찰에 송치하였다. 2014년 4월 양현석은 해당 건물의 용도를 지하 1층부터 3층까지 근린생활시설로, 4층부터 6층까지 주택용도로 사용 허가를 받았지만 3층을 주택으로 사용하며 허가 없이 다른 용도로 변경하였다.
2017년 7월 21일 서울서부지방검찰청 형사2부(김철수 부장검사)는 양현석을 건축법 위반 혐의로 벌금 300만원에 약식 기소하였다.

## 수상 기록
- 2003년 《SBS 가요대전》 올해의 음반 프로듀서상
- 2011년 제2회 《대한민국 대중문화예술상》 대통령 표창[17]
- 2013년 제2회 《가온차트 K-POP 어워드》 올해의 프로듀서상
- 2013년 한국뇌과학연구원 선정 '2013 한국 대표 파워브레인'
- 2014년 빌보드 매거진 선정 '인터내셔널 파워 플레이어즈'
- 2014년 제3회 《가온차트 K-POP 어워드》 올해의 프로듀서상
- 2016년 제5회 《가온차트 K-POP 어워드》 올해의 프로듀서상

## 기타
YG엔터테인먼트에서의 그의 공식적인 직책은 대표 프로듀서이지만, 양현석은 기획자 역할을 할 뿐 연습생들의 보컬, 댄스 등 교육 지도는 전혀 하지 않는데 이는 연습생들의 교육 자체에 직접 개입하는 박진영과는 정반대의 교육 시스템이다. 2012년 양현석은 SBS 힐링캠프에 출연해, 자신이 제작한 빅뱅과 2NE1의 앨범 제작 과정에서 한번도 자신이 직접 그들의 프로듀싱 과정에 개입한 적이 없다고 밝힌 바 있다. 다만 프로듀서로서 한 기획작품에 대한 최종 승인을 내리는 위치에 있으며, 2009년 발매된 2NE1의 <FIRE>의 경우 최종 과정에서 안무팀에서 제작한 안무가 마음에 들지 않아 본인이 직접 소위 '와이퍼 춤' 동작을 고안했다고 한다. 빅뱅의 <마지막 인사>의 주 안무인 '줄넘기 춤' 도 최종 기획 과정에서 나온 양현석의 아이디어이다.

### 상류사회 집안
김영환 前 충청북도지사의 처조카가 양현석이다.

### 직업에 대해
서태지와 아이들에서 활동했을 때는 음악인이었지만 지금은 YG를 설립한 기업인이자 대주주다. 늙어서도 가수로 활동하는 박진영과는 반대되는데 실제로 양현석 YG 대표는 "나는 이제 남들 앞에 똥고쇼하는 딴따라가 아니라 경영자 기업가다. 이젠 나를 연예인이라고 부르지마라. 기분 더럽다.", "연예인은 조선시대였으면 광대였다."고 한 바 있다.

### 서태지와 아이들 합류 전
양현석은 그룹 서태지와 아이들 합류 전 4편의 텔레비전 CF(땅콩강정, 점보브라보콘, 카스타드, 덴타임)에 댄서로 출연하기도 했다.

### 허비 행콕'Rock It'
그동안 대부분의 언론에서는 양현석이 흑인 음악에 본격적으로 관심을 가지게 된 계기가 'Thriller' 시절 마이클 잭슨이라고 기술되어왔지만, 사실 양현석이 최초로 음악에 대한 영감을 가지게 된 사건은 1984년 제26회 그래미 시상식에서 재즈 키보디스트인 허비 행콕 (Herbie Hancock)이 턴테이블 음악가 디제이 그랜드믹서 DXT (DJ Grandmixer DXT)와 가졌던 'Rockit' 협연 퍼포먼스라고 인터뷰에서 밝혔다.
| “ | EJ : 흑인 음악 얘기가 나와서 말인데, 언제부터 흑인 음악을 좋아하셨어요? YG : 그거요? 옛날에 춤췄을때... 락 잇(Rock It)있죠, 락 잇. 허비 행콕 거. 그게 한 20년 전 같은데.. 그게 아마 그래미상 시상식이었을 거예요. 허비 행콕이 그 로봇.. 그 로봇의 춤을 댄서가 추는 걸 봤는데(주:허비행콕의 ‘Rock it’의 뮤직비디오는 음악에 맞춰 로봇이 움직이는 내용이었는데, 이를 무대에서 보여준 것을 봤던 듯 싶다), 그걸 보고 너무 깜짝 놀랐었죠. 그때는 로봇이라는 게 꿈의 세계였으니까. 그때 그냥 보면서 빠져버렸어요. 그건 어떤 여자를 좋아하는 거하고 똑같은 거예요. 이유를 설명할 수 없는 거죠. 내가 좋아하니까 좋아하는 건데. 많은 사람들이 저처럼 똑같은 춤을 보고 똑같은 TV를 봤는데 내 주위에 있는 많은 사람들은 그렇게 감동을 못 받았어요. 내가 거기에 감동을 받은 이유는 분명히 내가 가지고 있는 감성을 건드렸기 때문이에요. 내가 가지고 태어난. 그걸 보고서 며칠 밤 동안 잠을 못 자면서 내가 춤을 춰야 한다는, 나는 무조건 저 춤을 따라 춰야 한다는 생각밖에 없었어요. | ” |

### 이주노와의 관계
양현석은 2009년 7월 10일자 조선일보와의 인터뷰에서 "서태지와 아이들의 멤버였던 이주노와 연락을 하냐"라는 질문에 "(이주노와) 안 한다. '서태지와 아이들' 시절부터 음악적 성향뿐만 아니라 개인적 성향이 너무 달라 친하지 않았다. 서로 앞만 보고 가는 스타일이라고 해야 하나? 어쨌든 일이 잘됐으면 한다"라고 답해 파장을 일으켰다. 실제로 2007년 이주노는 서태지와 아이들 팀 해체와 관련한 인터뷰 도중 "서태지와 양현석이 먼저 그룹을 준비하고 있던 상태에서 자신이 들어갔으며, 활동을 하면서도 두 사람이 더 친밀한 건 당연했다"며 "활동당시 지방공연을 가더라도 방이 두 개면 서태지와 양현석이 한 방을 쓰고, 내가 매니저와 방을 썼다. 활동할때부터 우리는 그렇게 지내왔다"라는 말로 당시 양현석과의 관계에 대해 설명하기도 했다.

## 가족 관계
- 배우자 : 이은주 (1981년 3월 9일 ~ )
  - 딸 : 양유진 (2010년 8월 5일 ~ )
  - 아들 : 양승현 (2012년 4월 27일 ~ )
- 동생 : 양민석 (1973년 7월 5일 ~ )

## 같이 보기
- YG 엔터테인먼트
- 서태지와 아이들
- 양민석
- 서태지
- 이주노
- 이은주
- 빅뱅
- ×TREASURE

### 내용주
1. ↑  이전에는 회사의 대표이사였으나, 현재는 대표이사 자리에서 물러나고 동생이 자리를 이어받았다.
2. ↑  이 때문에 빅뱅의 표절시비가 잠시 불거지기도 했다.
3. ↑  이 앨범의 타이틀곡은 코미디 빅리그 개파르타 김민수가 등장할 때 쓰이는 곡이기도 하다.

### 참조주
1. ↑  링크
2. ↑  링크
3. ↑  오시영 (2019년 1월 18일). “오직 실력만으로 '학벌 차별' 뛰어넘어 최고의 자리 오른 CEO 5인방”. 인사이트. 2019년 3월 27일에 원본 문서에서 보존된 문서. 2019년 3월 27일에 확인함.
4. ↑  '전광판도 멈칫'...YG엔터, 곡절 딛고 화려한 상장
5. ↑  YG 양현석 주식부자 1위, 국제가수 싸이 덕?
6. ↑  [2보 양현석, YG 엔터테인먼트 모든 직책서 사퇴] 보관됨 2019-07-30 - 웨이백 머신 - 연합뉴스
7. ↑  [2보 '투자자 성접대 의혹' 양현석, 9시간 경찰 조사…참고인신분(종합)] 보관됨 2019-07-30 - 웨이백 머신 - 연합뉴스
8. ↑  '투자자 성접대 의혹' 양현석 혐의점 못 찾아…불기소의견 송치 보관됨 2019-09-21 - 웨이백 머신 - 연합뉴스
9. ↑  [종합 양현석 구속영장 검토+CL 재계약 불발설…불안한 YG] - 연합뉴스
10. 1 2  구교형·선명수 (2015년 10월 8일). “[단독]경찰, YG 양현석 대표 건축법 위반 형사입건…마포서 기소 의견 검찰 송치”. 《경향신문》.
11. 1 2  오세진 (2015년 12월 18일). “‘건축법 위반’ 양현석 벌금형 약식 기소”. 《서울신문》.
12. 1 2  진민경 (2015년 8월 11일). “YG 양현석, 본사 옥상에 버젓이 불법건축물 증축”. 《시사포커스》. 2021년 6월 16일에 원본 문서에서 보존된 문서. 2019년 6월 13일에 확인함.
13. ↑  신규진 (2017년 4월 28일). “[단독] 양현석 YG 대표, 건축법 위반 혐의 검찰 송치…무슨 일?”. 《동아일보》.
14. ↑  최평천 (2017년 7월 21일). “양현석 YG대표 '건물 용도 무단변경' 약식기소”. 《연합뉴스》. 2021년 6월 16일에 원본 문서에서 보존된 문서. 2019년 6월 13일에 확인함.
15. ↑  최평천 (2017년 7월 21일). “양현석 YG대표 '건물 용도 무단변경' 약식기소”. 《연합뉴스》. 2022년 1월 3일에 확인함.
16. ↑  “‘건물용도 무단변경’ 양현석 YG대표 약식기소”. 《한국일보》. 2017년 7월 21일. 2022년 1월 3일에 확인함.
17. ↑  양현석, '대한민국대중문화예술상' 대통령표창 보관됨 2014-02-03 - 웨이백 머신 [스타뉴스] 2011년 11월 21일
18. ↑  “양현석, 김영환 의원과 처조카 사이 '미친인맥'”. 머니투데이. 2011년 4월 27일.
19. ↑  양현석 인터뷰 [TV가이드] 1992년 8월 15일.